# Doble sostingut

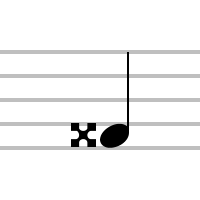
Notació (escriptura) del doble sostingut sobre una negra.

El doble sostingut () és una alteració accidental que dobla l'efecte del sostingut {\displaystyle \sharp }. Quan el doble sostingut es col·loca davant d'una nota, aquesta puja la seva altura un to sencer (és a dir, dos semitons), enlloc de pujar només un semitò com passa amb el sostingut.
A la pràctica, doncs per exemple, si escrivim un doble sostingut a un do, "sonarà" un re. O si escrivim un doble sostingut a un fa, "sonarà" un sol.